# Phruronellus formica
Phruronellus formica is een spinnensoort uit de familie van de Phrurolithidae.
De wetenschappelijke naam van de soort werd in 1895 als Phrurolithus formica gepubliceerd door Nathan Banks.